# Этот странный лунный свет
«Этот странный лунный свет»— советский фильм 1987 года режиссёра Гунара Цилинского, снятый на Рижской киностудии.

## Сюжет
Действие происходит латышском хуторе, где идёт подготовка к свадьбе Яниса — сына Эрты. С приходом неожиданного гостя Йохана в предсказуемый ход событий врывается прошлое. Йохан, который когда-то жил здесь некоторое время и в которого безумно была влюблена Эрта. Теперь же она боится, что отец сына испортит веселье. И чувствует, что по-прежнему влюблена в Йохана. А Йохан приехал именно к Янису. В городе его ждёт другая женщина и ребёнок. Под светом полнолуния оживает прошлое, любовь.. и вся горечь, накопленная Эртой в годы одиночества, превращаемая в ненависть.

## В ролях
- Илга Томасе — Эрта
- Рихардс Зихманис — Янис
- Карлис Зушманис — Иохан
- Валдемарс Зандбергс — Екаб
- Даце Бонате — Инга
- Улдис Думпис — Криш
- Инга Айзбалте — Даце
- Астрида Кайриша — Надина
- Дзинтра Клетниеце — Леонтина

Фильм дублирован на русский язык на Киностудии имени М. Горького.